# Fabian de Keijzer
Fabian de Keijzer (geboren am 10. Mai 2000 in Leusden) ist ein niederländischer Fußballtorwart. Seit seiner Kindheit spielte er für den FC Utrecht und war zudem niederländischer Nachwuchsnationaltorhüter. Seit Sommer 2023 steht er bei Heracles Almelo unter Vertrag.

## Karriere

### Verein
Fabian de Keijzer ist in Leusden in der Provinz Utrecht geboren und begann ebendort bei Roda ’46 mit dem Fußballspielen, bevor er in die Fußballschule des FC Utrecht wechselte. Für die B-Jugend (U17) kam de Keijzer zu 11 Spielen, für die A-Jugend (U19) spielte er 43 Mal. Am 3. Dezember 2018 lief er zum ersten Mal für die Reservemannschaft des Vereins beim 1:1-Unentschieden vor eigenem Publikum gegen den FC Den Bosch in der zweiten niederländischen Liga auf. In der Spielzeit 2019/20 war de Keijzer, der nun den Jugendmannschaften entwachsen war, Stammtorwart in der Utrechter Reserve, und gehörte zudem in einigen Partien auch dem Kader der Profis in der Eredivisie an. Am 27. Februar 2020 verlängerte er seinen Vertrag bis 2024. Nach dem Abgang des bisherigen Stammtorhüters Maarten Paes im Januar 2022 stand de Keijzer in 14 der verbleibenden 16 Partien bis zum Saisonende im Tor der Profimannschaft in der Eredivisie, verlor in der anschließenden Saison 2022/23 jedoch den Stammplatz an den neu verpflichteten Vasilios Barkas und kam wieder vorrangig in der zweiten Mannschaft zum Einsatz.
Zur Saison 2023/24 wechselte er zu Heracles Almelo.

### Nationalmannschaft
Fabian de Keijzer lief von 2016 bis 2017 fünf Mal für die niederländische U17-Junioren auf. Daraufhin spielte er bis 2018 in vier Partien für die U18-Nationalmannschaft der Niederländer. Im Jahr 2018 kam de Keijzer zu zwei Spielen für die U19-Auswahl. 2019 lief er in drei Partien für die U20-Nationalmannschaft auf. Seit 2021 gehörte er als Ersatztorhüter dem Kader der U21-Auswahl an, für die er einmal zum Einsatz kam.